# Acidovorax caeni
Acidovorax caeni es una especie de bacteria gramnegativa del género Acidovorax. Fue descrita en el año 2008. Su etimología hace referencia a lodo. Es aerobia y móvil por flagelo polar. Tiene un tamaño de 0,9 μm de ancho por 1,8 μm de largo. Forma colonias redondas, lisas y de color amarillo-marrón tras 48 horas de incubación. Catalasa y oxidasa positivas. Temperatura de crecimiento entre 15-37 °C. Se ha aislado de lodos activados en Bélgica. 